# Оловна бригада
„Оловна бригада“ (на македонска литературна норма: „Оловна бригада“) е игрален филм от Република Македония от 1980 година на режисьора Кирил Ценевски по сценарий на Кирил Ценевски.
Главните роли се изпълняват от Ацо Йовановски, Благоя Спиркоски-Джумерко, Данчо Чевревски, Дарко Дамевски, Илия Джувалековски, Коле Ангеловски, Мето Йовановски, Миля Вуянович, Миралем Зупчевич, Павле Вуисич.

## Сюжет
Внимание:  Текстът по-долу разкрива сюжета на произведението (или части от него)!
Сюжетът проследява живота през зимата в миньорско селище. В рудника работата върви по обичайния начин. Заедно с миньорите работи и инженерът Лазар. Филмът продължава като представя инженера Лазар като млад и принципен човек, който представлява интересите на миньорите. В Дирекцията на мината, той говори за неадекватните условия на труд на миньорите и за малкото парично обезщетение, което те получават. Неговите забележки не засягат присъстващите, а особено директорът на мината. Филмът проследява сблъсъка между обикновените миньори и управлението на мината, което организира нелегално изнасяне на минерали от рудниците. Кражбата на минерали причинява авария, в която е застрашен живота на няколко миньори и в която се изострят конфликтите между работниците в рудника и директора на рудника и приближените му.

## Награди
- 1980 ФЮИФ, Пула, Златна арена за операторско майсторство Мишо Самоиловски
- 1980 ФЮИФ, Пула, награда „Първомайска“ за филм на съвременна тематика
- 1980 Сребърен медал на CIDALC[1]